# Pracovní právo
Pracovní právo je hybridní právní odvětví zahrnující prvky soukromého a veřejného práva. Odvětví pracovního práva je tvořeno souborem norem upravujících tři tematické okruhy: individuální pracovní právo, kolektivní pracovní právo a právní úprava zaměstnanosti.
Základní vymezení pracovního práva v Česku se nachází v § 1 českého zákoníku práce. Pracovní právo upravuje právní vztahy mezi zaměstnanci a zaměstnavateli, vztahy kolektivní povahy související s výkonem závislé práce, některé právní vztahy před vznikem pracovněprávních vztahů, pracovní podmínky zaměstnanců a ochranu jejich zdraví. Hlavními prameny pracovního práva v České republice jsou zákoník práce, zákon o kolektivním vyjednávání a zákon o zaměstnanosti.

## Historie

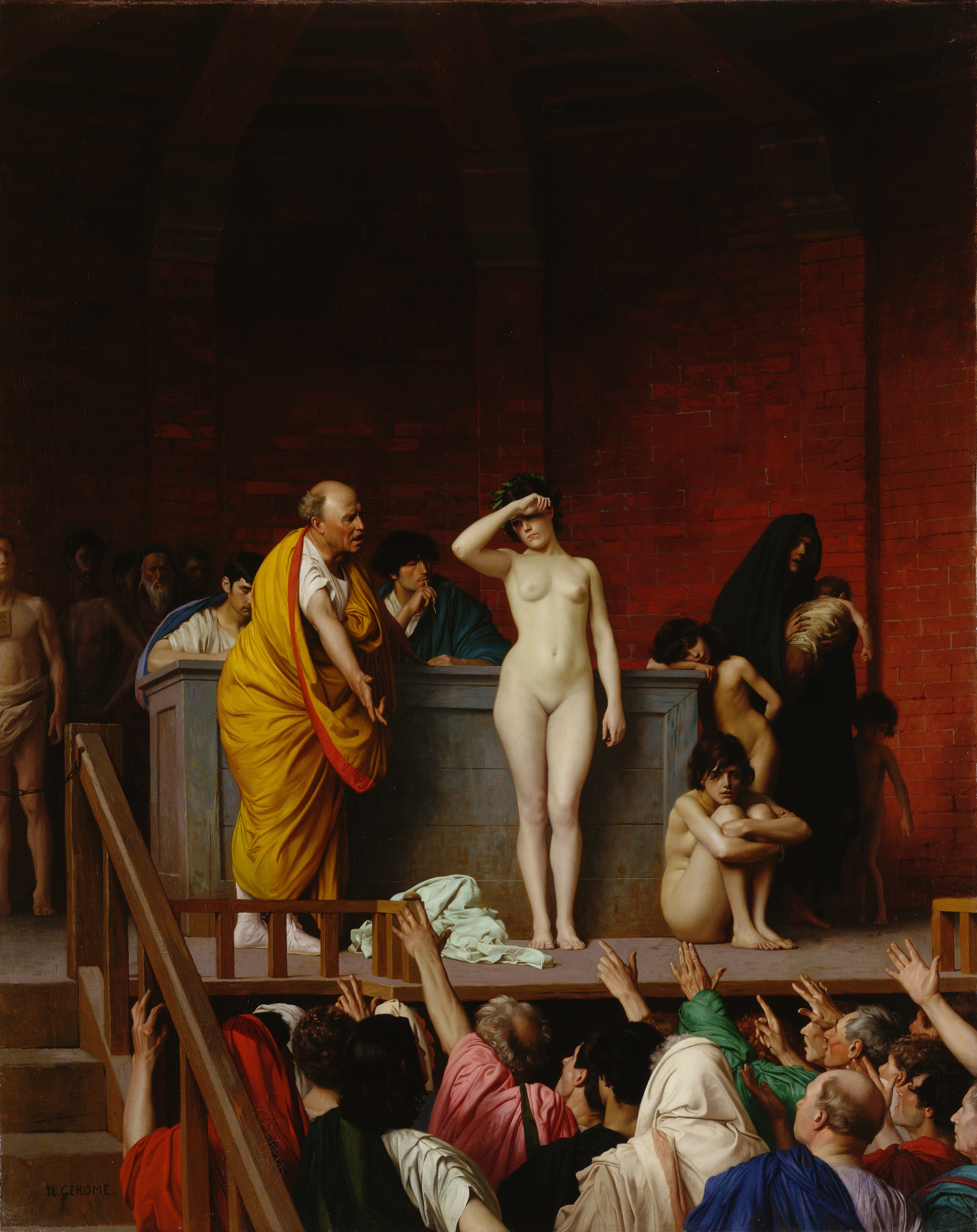
Obchod s otroky ve starověkém Římě

Ačkoliv největší rozvoj pracovního práva nastal v souvislosti se vznikem kapitalismu, určitou úpravu výkonu práce můžeme dohledat i dříve. Již v Mezopotámii upravovala druhá účast Chammurapiho zákoníku najímání pracovních sil. V římském právu pak lze najít například institut locatio conductio operarum (česky: služební, pracovní či námezdní smlouva), která se týkala námezdní práce, kdy locator pronajímal svou práci conductorovi, který byl vázán vyplatit locatorovi mzdu. Locatio conductio operarum se patrně vyvinula ze smluv o nájmu otroků, což vysvětluje, proč se tato smlouva mohla týkat jen hrubých, hlavně manuálních prací. Římské právo neznalo žádnou úpravu užívání najaté pracovní síly a sám locator neměl žádné veřejné záruky. Služební smlouva však v Římě nesehrála díky možnosti využít práce otroků či propuštěnců příliš významnou úlohu.
Ve středověku byla úprava výkonu práce realizována především v horním právu, v čeledních řádech a cechovních předpisech. Přelomovým okamžikem ve vývoji pracovního práva bylo zhroucení feudalismu, které přineslo rozvoj pracovních vztahů a nutnost jejich regulace. Reálně vzniklo pracovní právo ve druhé polovině devatenáctého století, kdy došlo k rozmachu dělnického hnutí, dožadujícího se ochrany zaměstnanců před přílišnou smluvní volností, jež se fakticky projevovala diktátem zaměstnavatelů. Stát proto ze své pozice stanovil minimální únosné postavení zaměstnance. Zavedením takových veřejnoprávních prvků došlo k překročení hranic občanského práva, do kterého spadala úprava námezdních smluv. V literatuře existují různé periodizace dějin pracovního práva. Pro období totality (Protektorát, socialismus) je pro pracovní právo charakteristický systém řízené a nucené práce. Pracovní právo je v tomto období prakticky veřejnoprávním odvětvím.

## Systém pracovního práva
Pracovní právo můžeme systematicky rozčlenit na individuální pracovní právo, kolektivní pracovní právo a oblast zaměstnanosti, v níž jsou upravovány vztahy vznikající při realizaci práva na práci, tedy vztahy vznikající při zprostředkování a hledání práce a rekvalifikaci. Jednotlivé součásti pracovního práva mají odlišné subjekty a mají dopad na odlišné společenské vztahy. U individuálního pracovního práva vystupují zaměstnanci a zaměstnavatelé a z pohledu právních vztahů se jedná o ty, k nimž dochází při výkonu práce zaměstnance pro zaměstnavatele. U kolektivního pracovního práva jsou subjekty zaměstnavatelé a odborová organizace a dotýká se vztahů mezi sociální skupinou zaměstnanců, zastoupenou svým zástupcem (odbory), a zaměstnavatelem jako sociálním partnerem.
V českých podmínkách je základním pramenem individuálního pracovního práva zákoník práce, pro kolektivní pracovní právo je nejvýznamnější zákon o kolektivním vyjednáváním a konečně pro oblast zaměstnanosti je nejdůležitějším pramenem zákon o zaměstnanosti.

## Vztah k jiným právním odvětvím
Historická vazba pracovního a občanského práva vychází z principu subsidiarity – kdy občanský zákoník je obecným předpisem (lex generalis) a pracovněprávní kodex zvláštním (lex specialis). Ve státech socialistické soustavy byla tato koncepce opuštěna a vycházelo se zde ze samostatnosti pracovního práva, a tak prakticky absolutní nemožnosti užití občanskoprávních kodexů. Český zákoník práce přijatý v roce 2006 vycházel ze zcela odlišného a nikde nevyzkoušeného principu delegace. Podle původního znění § 4 zákoníku práce se občanského zákoníku mělo použít jen tehdy, pokud to zákoník práce výslovně připustí. Taková novátorská konstrukce byla předmětem odborné kritiky. Zákoník práce v důsledku principu delegace obsahoval celou řadu odkazů na občanský zákoník a vzhledem k tomu, že i občanský zákoník má být do budoucna změněn, byla zřejmá budoucí nutnost rozsáhlé novelizace zákoníku práce, což bylo opět předmětem kritiky. Na základě návrhu skupiny poslanců byl princip delegace zrušen nálezem Ústavního soudu, neboť konstrukce zákona a princip delegace neodpovídal principu předvídatelnosti práva a nebyl v souladu s principy právního státu. Ústavní soud však až na jedinou výjimku odkazy na občanský zákoník v zákoníku práce nezrušil.
Individuální pracovní právo má pro své kořeny v římském právu silný vztah k právu občanskému. Kolektivní pracovní právo se vyvíjelo zcela odlišným způsobem a tuto historickou vazbu nemá, a proto je možné vysledovat v různých právních řádech různou míru osamostatnění od práva občanského. Oblast zaměstnanosti je upravena veřejnoprávními metodami, a tak má blízko k právu správnímu.

## Základní pojmy pracovního práva

### Zaměstnanec
Zaměstnanec je fyzická osoba, která je natolik fyzicky a duševně vyspělá, že může vykonávat závislou práci, a natolik rozumově a volně vyspělá, že může nabývat práv a povinností vyplývajících z pracovněprávních vztahů. Český zákoník práce nerozlišuje mezi občany ČR, EU nebo občany třetích států, avšak některá ustanovení zákona o zaměstnanosti se již cizích státních příslušníků dotýkají.
V českém pracovním právu nezletilý, který dovršil patnáct let a ukončil povinnou školní docházku, se může zavázat k výkonu závislé práce podle zákoníku práce. Slovenská právní úprava je v zásadě stejná s českou, je však sjednocena do jednoho ustanovení slovenského zákoníku práce.

### Zaměstnavatel
Zaměstnavatel je jakákoliv fyzická či právnická osoba, která zaměstnává alespoň jednu osobu v pracovněprávním vztahu. Účastníkem pracovněprávních vztahů může být i stát, o němž zákon hovoří jako o právnické osobě a zaměstnavateli.

### Úřad práce
Úřad práce České republiky je správní orgán, v jehož čele stojí generální ředitel. Správní obvody jeho poboček jsou shodné s územními obvody krajů. Příslušnost a kompetence krajských poboček úřadů práce jsou vymezeny především v zákoně o zaměstnanosti. Úřad práce zejména vyhledává zaměstnání pro fyzickou osobu, která se o práci uchází, a vyhledává zaměstnance pro zaměstnavatele, který hledá pracovní sílu a poskytuje poradenskou a informační činnost v oblasti pracovních příležitostí.
V českých podmínkách vznikly úřady práce v červenci 1939 v důsledku zavedení všeobecné pracovní povinnosti.

### Agentura práce
Agentura práce je akreditovaná fyzická nebo právnická osoba, která vyhledává zaměstnání pro fyzické osoby, jež se o práci ucházejí, a zaměstnance pro zaměstnavatele, který hledá nové pracovníky, vyhledává fyzické osoby za účelem výkonu jejich práce pro tzv. uživatele (fyzická či právnická osoba, která přiděluje práci a dohlíží na její provedení) a poskytuje poradenství a informace v oblasti pracovních příležitostí. Zákonná úprava agenturního zaměstnání je v českém právu realizována v zákoně o zaměstnanosti (§ 58 a následující).

### Odbory
Odbory jsou organizace zajišťující trvalou ochranu sociálních a ekonomických zájmů zaměstnanců. Vyspělé právní státy do činnosti odborů nezasahují. V českém prostředí se omezení zásahů projevuje především při jejich vzniku, jehož podmínky upravuje zákon o sdružování občanů – na rozdíl od všech ostatních sdružení občanů nepodléhají odbory registračnímu, ale jen evidenčnímu principu. Odbory jsou právně, ekonomicky a koaličně nezávislé. Členství v odborech nesmí být povinné. Odbory mohou jako jediný subjekt na straně zaměstnanců kolektivně vyjednávat a uzavírat kolektivní smlouvy.
Odbory jsou jedním ze subjektů souhrnně označovaných jako zástupci zaměstnanců. Na rozdíl od rady zaměstnanců a zástupce pro bezpečnost a ochranu zdraví při práci (BOZP), mají odbory právní subjektivitu.

### Závislá práce
Závislá práce je pojem objevující se v zákoníku práce a zde je i legálně definován: „Závislou prací je práce, která je vykonávána ve vztahu nadřízenosti zaměstnavatele a podřízenosti zaměstnance, jménem zaměstnavatele, podle pokynů zaměstnavatele a zaměstnanec ji pro zaměstnavatele vykonává osobně. Závislá práce musí být vykonávána za mzdu, plat nebo odměnu za práci, na náklady a odpovědnost zaměstnavatele, v pracovní době na pracovišti zaměstnavatele, popřípadě na jiném dohodnutém místě.“ Tato definice vymezuje pojmové znaky: nadřízenost-podřízenost, osobní výkon, podle pokynů zaměstnavatele, jménem zaměstnavatele, úplatnost, pracovní doba, pracoviště, na náklady zaměstnavatele, na odpovědnost zaměstnavatele.

### Riziko

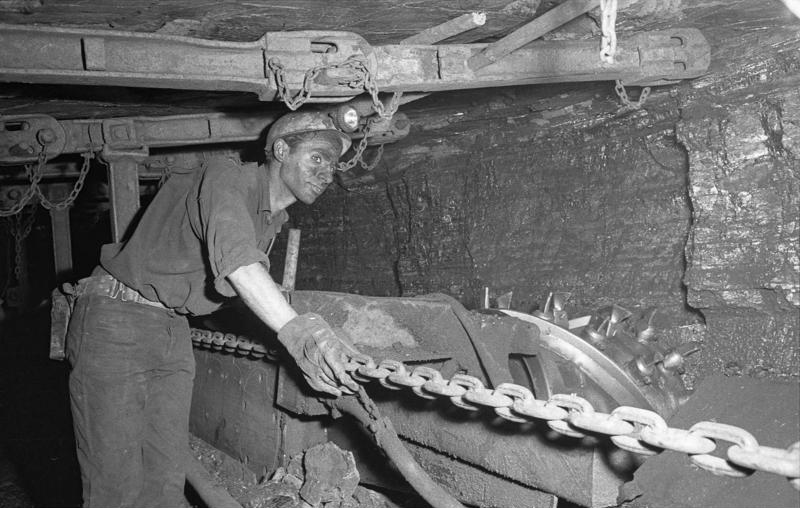
Horník

Pojem rizika je v odborné literatuře ve vztahu k pracovnímu právu převážně opomíjen, pokud již je zmiňován, pak se hovoří o třech typech rizika: riziku práce, riziku sociálním a riziku hospodářském. Riziko práce vyjadřuje pravděpodobnost vzniku škody na životě a zdraví zaměstnanců (např. pracovní úraz) a přichází v úvahu prakticky kdekoliv, zejména však tam, kde zaměstnanec vstupuje do kontaktu se stroji, zařízeními či přírodními materiály nebo kde jsou nevhodné podmínky práce. K předcházení poškození zaměstnance (a v důsledku i zaměstnavatele) obsahují pracovněprávní předpisy ustanovení týkající se prevence takových rizik: český zákoník práce v ustanoveních § 101 a následující, slovenský zákoník v § 177 a následující. Riziko sociální vychází z faktu, že některé činnosti mohou být pro konkrétního zaměstnavatele zatěžující a nepříjemné, ale z celospolečenského hlediska jsou nutností. Stát tak prostřednictvím práva nutí zaměstnavatele, aby toto riziko nesli (předpisy o práci mladistvých, postižených, předpisy stanovující stejné zacházení s muži a ženami atp.). Riziko hospodářské není stejně jako předchozí rizika legálně definováno. V teoretické rovině je vyjádřením objektivního především ekonomického rizika souvisejícího s výkonem podnikání. Platí, že zaměstnanec neodpovídá za škodu, která z hospodářského rizika vyplývá – v žádném případě ale nelze hovořit o hospodářském riziku tam, kde zaměstnanec škodu způsobil úmyslně. Konstrukce hospodářského rizika a její odraz v právu vychází z předpokladu, že připadají-li zaměstnavateli plody práce, pak musí nést i rizika s touto prací spojená.

### Kolektivní spor
Kolektivní spor může vzniknout jen tehdy, existují-li u zaměstnavatele kolektivní subjekty (rozumějme v českých podmínkách odbory). Pokud zde kolektivní subjekty nejsou, pak mají všechny spory charakter individuálních sporů. Kolektivní spory můžeme rozlišovat na kolektivní spory z kolektivní smlouvy a jiné spory. Spory z kolektivní smlouvy se dále dělí na spory o uzavření kolektivní smlouvy a spory o plnění závazků z kolektivní smlouvy. Zákon upravuje postup při jejich řešení.

### Stávka avýluka
Způsobem řešení sporů je stávka nebo výluka. Zákon v českých podmínkách stanovuje procedury, které musí předcházet výluce a v případě sporů o uzavření kolektivní smlouvy i stávce.
Právo na stávku je základní právo vyplývající z Listiny základních práv a svobod za podmínek stanovených zákonem. Jediným takovým zákonem je však zákon o kolektivním vyjednávání, který ale upravuje stávku jen za předpokladu, že se strany ve sporech z uzavření kolektivní smlouvy nedohodly. Stávka je podle pracovního práva překážkou v práci na straně zaměstnance, za kterou nepřísluší mzda ani náhrada mzdy. Právo nezná pojem stávková pohotovost, který se ale běžně používá.
Uvedené ovšem neznamená, že právo na stávku lze v České republice uplatňovat pouze v mezích zákona o kolektivním vyjednávání. Nelze přehlédnout, že ustanovení článku 2 odst. 3 Listiny stanoví, že každý může činit, co mu není zákonem zakázáno, a nikdo nesmí být nucen činit, co zákon neukládá. Uvedený základní princip pro posuzování dovolenosti chování v poměrech českého právního řádu je nutno aplikovat i při posuzování otázky zákonnosti stávky konané mimo rámec zákona o kolektivním vyjednávání. Upravuje-li zákon pravidla stávky jen v případech stávky v souvislosti s kolektivním vyjednáváním, plyne z toho závěr, že jiného (zákonného) omezení práva na stávku v českém právním řádu není. Platí tedy, že právo na stávku je zaručeno (článek 27 odst. 4 Listiny), aniž by (s výjimkou stávek v souvislosti s kolektivním vyjednáváním) bylo v souladu s ústavními principy omezeno, avšak jen tehdy, je-li prostředkem obrany jiných hospodářských nebo sociálních zájmů zaměstnanců u jejich zaměstnavatelů. Nesouvisí-li však stávka se sporem o uzavření kolektivní smlouvy, neřídí se, a to ani analogicky, podle zákona o kolektivním vyjednávání. Účast zaměstnance na stávce, jejímž účelem není obrana hospodářských a sociálních zájmů, ale prosazování personálních zájmů pracujících, je porušením pracovní kázně.
O výluce hovoří jen zákon o kolektivním vyjednávání, což znamená, že nemůže být vyhlášena v jiných případech než v těch, které souvisejí s uzavřením kolektivní smlouvy. Výluku zahajuje zaměstnavatel a zaměstnanci při ní mají nárok na část průměrného výdělku. V době přijímání zákona se proti možnosti výluky stavěly odbory.

### Náhrada mzdy
Dnem 1. ledna 2009 nabyl účinnosti zákon č. 187/2006 Sb., o nemocenském pojištění, ve znění pozdějších předpisů (dále jen „ZNP“). Na náhradu mzdy mají nárok zaměstnanci v pracovním poměru, nebo zaměstnanci pracující na základě dohody o pracovní činnosti, v období prvních 14 kalendářních dní trvání dočasné pracovní neschopnosti či karantény. Náhrada mzdy nebo platu nepřísluší za první tři takovéto dny, výjimkou je případ, kdy je zaměstnanec zařazen do karantény, poté mu náleží náhrada ve výši stejné jako od 4. dne. Od 4. pracovního dne (směny) náhrada mzdy přísluší ve výši 60 % průměrného redukovaného výdělku. Výše náhrady mzdy se stanoví z průměrného výdělku zaměstnance, zjištěného pro pracovněprávní účely podle § 351 a násl. zákoníku práce. Průměrný výdělek se tedy zjišťuje jako průměrný hrubý hodinový výdělek dosažený zaměstnancem v rozhodném období, kterým je předchozí kalendářní čtvrtletí.  Nárok na náhradu mzdy vzniká zaměstnanci jen tehdy, pokud ke dni vzniku dočasné pracovní neschopnosti nebo nařízení karantény splňuje dle ZNP podmínky nároku. 

## Zásady pracovního práva
Zásady pracovního práva jsou teoretickou konstrukcí, která je odvislá od úpravy v jednotlivých právních řádech a určována vůlí zákonodárce, závazky z mezinárodních smluv či členstvím v mezinárodních organizacích i státní ideologií. V členských státech Evropské unie je možné vysledovat podobnost právní úpravy, a tím odvodit i podobnost základních zásad. Následující soupis je demonstrativní.
Primární zásadou pracovního práva je zásada legální licence, která vyjadřuje, že účastníci pracovněprávních vztahů mohou provádět vše, co není zakázáno (z důvodu ochrany druhých nebo veřejného zájmu). Tato zásada je v České i Slovenské republice vyjádřena ústavně. V posledních letech nabývají na významu zásady rovnosti a zákazu diskriminace, jež se promítají nejen do pracovněprávních kodexů, ale i do samostatných právních předpisů. Zásada rovnosti se projevuje při sjednávání pracovního poměru, ale již ne při faktickém výkonu zaměstnání, kdy se zaměstnanec musí podřídit příkazům zaměstnavatele s výjimkou případů, kdy jde o příkaz v rozporu se zákonem.
Ústavně jsou v českých a slovenských podmínkách vyjádřeny i zásada práva na práci a svobodnou volbu povolání a přípravu k němu. Zásada práva na práci směřuje především k normotvůrci, aby neomezoval, pokud zde není vyšší zájem (nízký věk), osoby v možnosti získávat prostředky k obživě. Zásada práva na svobodnou volbu povolání vyjadřuje právo každého, kdo splňuje zákonem stanovené podmínky, zvolit si určité povolání.
Ve vztahu zaměstnavatele a zaměstnance sehrává svou úlohu i zásada zákazu přenosu hospodářského rizika na zaměstnance. Zaměstnavatel má také povinnosti informovat (zásada práva na informace a projednání) zaměstnance o obsahu kolektivní smlouvy, vnitřních předpisech, ale i o ekonomické a finanční situaci či pravděpodobném vývoji. Stejně tak má zaměstnavatel informační povinnost v případě hromadného propouštění.
Státy, které přistoupily k Úmluvě o nucené nebo povinné práci ILO, se zavázaly realizovat zásadu zákazu nucené práce, tedy takové, která se na kterékoli osobě vymáhá pod pohrůžkou jakéhokoli trestu a ke které se osoba nenabídla dobrovolně. Samotná Úmluva pak vymezuje, co se pod použitý výraz „nucená nebo povinná práce“ nezahrnuje (obvyklé občanské povinnosti, povinnosti vojenské povahy aj.). Zásada zákazu nucené práce se v České republice i na Slovensku projevuje také v Listině základních práv a svobod. V pracovněprávních vztazích se tato zásada mimo jiné projevuje také v omezeních, za nichž může být zaměstnanec převeden nebo přeřazen na jinou práci.
Zaměstnanec má právo na spravedlivou odměnu za práci (zásada úplatnosti vykonávané práce). Tato zásada úzce souvisí s principem ochrany mzdy, a to jak ochrany její minimální výše, tak ochrany mzdy již dosažené. Nejsilněji je zdůrazňována ochrana splatné mzdy.
Zaměstnanci i zaměstnavatelé mají právo se sdružovat k ochraně svých hospodářských a sociálních práv. V případě zaměstnanců hovoříme o zásadě práva na odborové sdružování, která znamená, že není možné zaměstnance nutit do sdružování do odborů, ani mu v něm bránit. Zaměstnanci mají právo pracovat v bezpečných a hygienicky vyhovujících podmínkách (zásada bezpečné a hygienické práce). Stejně jako v občanskoprávních vztazích i v pracovněprávních vztazích nelze bez právního důvodu zasahovat do práv a oprávněných zájmů dalších osob nebo zneužívat svého postavení (šikana).
Základní český pracovněprávní kodex – zákoník práce – vymezuje v ustanovení § 13 a následujících základní zásady pracovněprávních vztahů, jejichž zákonné vymezení vycházelo z původního zákoníku práce a z aplikační praxe; zásady měly dostat normativní obsah, aby bylo nutné k nim přihlížet. Ve slovenském zákoníku práce jsou základní zásady vymezeny v úvodních ustanoveních čl. 1 až 11 a vycházejí ze slovenské ústavy (čl. 35 až 38), dohod Mezinárodní organizace práce a směrnic Evropské unie.

## Prameny pracovního práva

### Prameny pracovního práva Evropské unie
- Směrnice Rady o zavádění opatření pro zlepšení bezpečnosti a ochrany zdraví zaměstnanců při práci (89/391/EHS)
- Směrnice Rady o povinnosti zaměstnavatele informovat zaměstnance o podmínkách pracovní smlouvy nebo pracovního poměru (91/533/EHS)
- Směrnice Rady o ochraně mladistvých pracovníků (94/33/ES)
- Směrnice Rady o zřízení evropské rady zaměstnanců nebo vytvoření postupu pro informování zaměstnanců a projednání se zaměstnanci v podnicích působících na území Společenství a skupinách podniků působících na území Společenství (94/45/ES)
- Směrnice Rady o sbližování právních předpisů členských států týkajících se hromadného propouštění (98/59/ES)
- Směrnice Rady, kterou se zavádí zásada rovného zacházení s osobami bez ohledu na jejich rasu nebo etnický původ (2000/43/ES)
- Směrnice Rady, kterou se stanoví obecný rámec pro rovné zacházení v zaměstnání a povolání (2000/78/ES)
- Směrnice Rady, o sbližování právních předpisů členských států týkajících se zachování práv zaměstnanců v případě převodů podniků, závodů nebo částí podniků nebo závodů (2001/23/ES)
- Směrnice Evropského parlamentu a Rady, kterou se stanoví obecný rámec pro informování zaměstnanců a projednávání se zaměstnanci v Evropském společenství (2002/14/ES)
- Směrnice Evropského parlamentu a Rady o úpravě pracovní doby osob vykonávajících mobilní činnosti v silniční dopravě (2002/15/ES)
- Směrnice Evropského parlamentu a Rady o některých aspektech úpravy pracovní doby (2003/88/ES)
- Směrnice Evropského parlamentu a Rady o zavedení zásady rovných příležitostí a rovného zacházení pro muže a ženy v oblasti zaměstnání a povolání (2006/54/ES Archivováno 5. 11. 2012 na Wayback Machine.)

### Vnitrostátní prameny pracovního práva v České republice
ústavní zákony
- Listina základních práv a svobod (č. 2/1993 Sb.)

zákony
- Zákon o kolektivním vyjednávání (č. 2/1991 Sb.)
- Zákon o zaměstnanosti (č. 435/2004 Sb.)
- Zákon o inspekci práce (č. 251/2005 Sb.)
- Zákoník práce (č. 262/2006 Sb.)
- Zákon o zajištění dalších podmínek bezpečnosti a ochrany zdraví při práci (č. 309/2006 Sb.)

podzákonné předpisy
- Nařízení vlády o minimální mzdě, o nejnižších úrovních zaručené mzdy, o vymezení ztíženého pracovního prostředí a o výši příplatku ke mzdě za práci ve ztíženém pracovním prostředí (č. 567/2006 Sb.)
- Nařízení vlády, kterým se stanoví okruh a rozsah jiných důležitých osobních překážek v práci (č. 590/2006 Sb.)